# Montegrotto Terme
Montegrotto Terme es una comuna italiana, de 10.886 habitantes, de la provincia de Padua, en la región del Véneto. Es conocida en gran parte de Europa por las aguas termales que posee desde hace milenios y que han generado una prosperidad económica y cultura a Montegrotto y más generalmente la Terme Euganee.

## Clima
Tiene un clima similar a las otras zonas del área de la región del Véneto. Un clima continental con inviernos duros y veranos muy calurosos, con un elevado porcentaje de humedad que favorece la formación de niebla durante el invierno y el otoño. Las precipitaciones se distribuyen uniformemente durante todo el año.

## Turismo
Puede considerarse una de los más importantes centros termales de Italia y también de Europa. La calle principal es la calle de la estación en la cual se han instalado multitud de negocios y locales públicos a lo largo de los años.

## Evolución demográfica
| Gráfica de evolución demográfica de Montegrotto Terme entre 1861 y 2001 |
|                                                                         |
| Fuente ISTAT - elaboración gráfica de Wikipedia                         |

## Ciudades hermanas
- Bordano, Italia, desde 2000.
- Mostar, Bosnia y Herzegovina, desde 2000.
- Băile Herculane, Rumania, desde 2004.
- Alajuela, Costa Rica, desde 2004.
- Mason City (Iowa), Estados Unidos, desde 2004.
- Termas de Río Hondo, Argentina, desde 2005.